# Hälsingborgs stads spårvägar

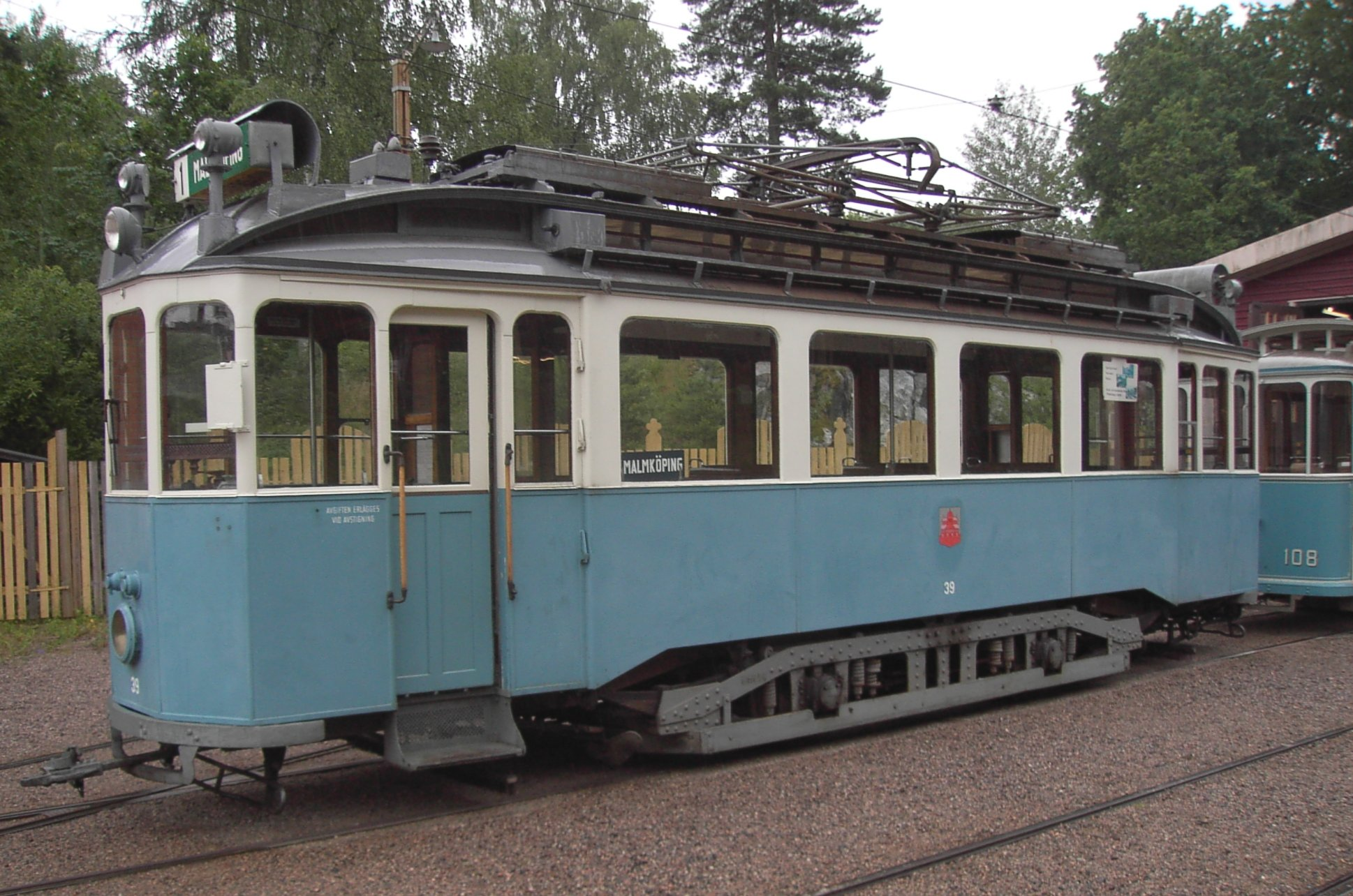
Spårvagn 39 från Helsingborg finns bevarad vid Sveriges Lokaltrafikmuseum i Malmköping.

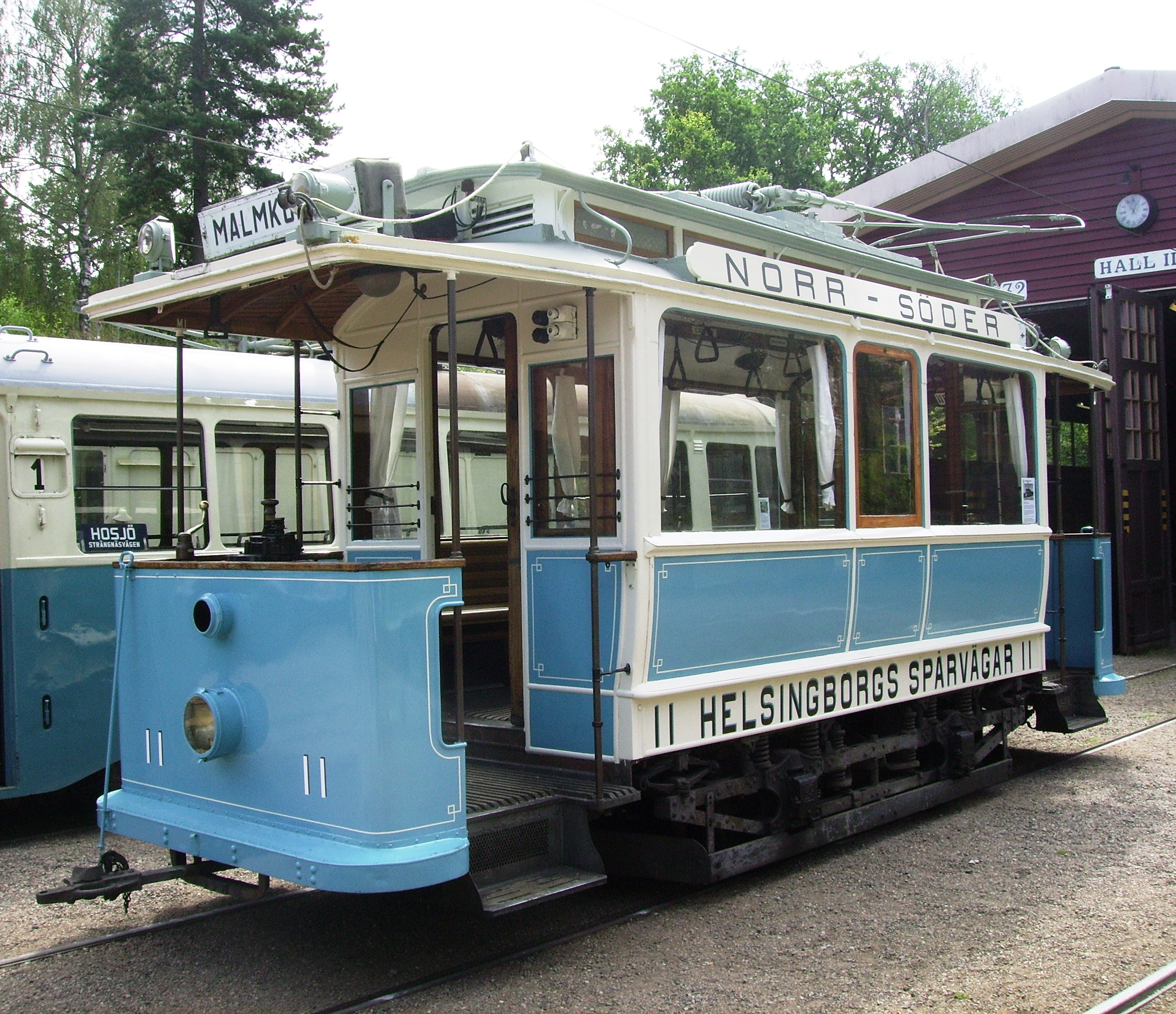
Helsingborgs stads spårvägar.

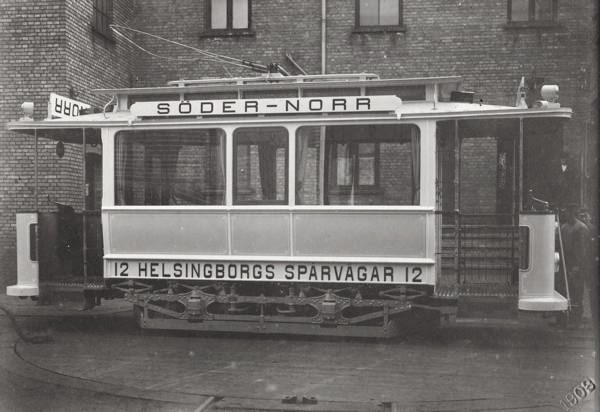
Spårvagn 12 skyltad Söder-Norr 1908.

Hälsingborgs stads spårvägar (HSS), ursprungligen Helsingborgs stads spårvägar, invigdes i samband med Helsingborgsutställningen 1903. Staden blev därigenom den tredje i Sverige med elektrisk spårvägsdrift. 

## Historik
Innan utbyggnaden av spårvagnsnätet fanns en järnväg (kallad Helsingborg-Råå-Ramlösa Järnväg, även kallad "Decauvillen"), på sträckan Helsingborg–Råå/Ramlösa, öppnad 1891. Den ersatte den kortare Hästspårvägen Ramlösa Brunn–Ramlösa Bad som drevs sommartid 1877–1890.
För elspårvägen fanns från början linje 1 från ungefär där Sankt Jörgens plats nu ligger, längs Drottning- och Järnvägsgatorna för att sedan svänga österut längs Trädgårdsgatan och sedan söderut längs Södergatan fram till den plats där denna korsas av järnvägen till Ramlösa, ungefär där brandstationen nu ligger. Linje 2 drogs från korsningen av Drottninggatan och Tågagatan för att sedan följa samma sträckning som linje 1 fram till den så kallade "Knutpunkten", belägen där Trädgårdsgatan, Bergaliden, Södra Storgatan och Södergatan möts. Här fortsatte linje 2 österut upp för Bergaliden för att sluta vid S:t Pedersgatan. Spårvägen invigdes den 10 juni 1903.
År 1921 tillkom en linje från S:t Jörgens plats österut längs Hälsovägen, som sedan svängde norrut vid Kopparmölleplatsen och följde Pålsjögatan ut till Pålsjö kyrkogård. Året efter förlängdes linje 2 norrut längs Drottninggatan för att sluta vid Pålsjö bäck. År 1924 tog spårvägen över driften av Decauvillen och samma år byggdes huvudlinjen ut till dubbelspår samtidigt som linje 6 byggdes till Wilson Park. Därefter fanns sex linjer. När linjenätet det var som störst fanns linjer till Pålsjöbaden, Senderöd, Stattena, Wilson Park, Ramlösa och Råå.
Helsingborgs spårvagnar var blåa i likhet med vagnarna i de flesta svenska städer. 
Under åren 1951–1955 lades flera linjesträckningar i ytterområdena ner och de resterande delarna av linjenätet försvann 1967 vid högertrafikomläggningen. De flesta av vagnarna skrotades därefter, men relativt många av Helsingborgs spårvagnar har bevarats i Malmköping av Svenska Spårvägssällskapet. Vid spårvägstrafikens upphörande 1967 ändrades trafikföretagets namn till Hälsingborgs Trafikverk (från 1971 Helsingborgs Trafikverk).

## Utredningar om ny spårväg
I en förstudie 2013 föreslogs en  spårväg till Höganäs, Väla, Ramlösa och Ättekulla.